# UFC 125
UFC 125: Resolution est un événement de mixed martial arts qui a été tenu par l'Ultimate Fighting Championship et qui a eu lieu le 1er janvier 2011 à la MGM Grand Garden Arena à Las Vegas.

## Historique
Shane Carwin a dû déclarer forfait face à Roy Nelson pour cause de blessure dorsale qui a nécessité une intervention chirurgicale. Les deux combattants ont alors été retirés de la carte. De plus, des problèmes contractuels font que Nelson ne pouvait combattre pour l'UFC.
Le 28 octobre 2010, Dana White le président de L'UFC annonçait que le World Extreme Cagefighting et l'UFC fusionnaient et que le champion WEC Featherweight  José Aldo deviendra alors le  UFC Featherweight Champion. Aldo doit alors défendre son titre sur cette carte contre Josh Grispi, mais Aldo annule à cause d'une blessure au dos. De ce fait le combat Silva vs Vera a été promu sur la carte principale.
Un combat poids léger entre Cole Miller et Matt Wiman devait avoir lieu mais il fut reporté à UFC: Fight For The Troops 2.

## Programme officiel[4]

### Programme préliminaire
- Lightweight:  Marcus Davis vs  Jeremy Stephens

Stephens bat Davis par KO (punch) à 2:33 du round 3.
- Featherweight:  Mike Brown vs  Diego Nunes

Nunes bat Brown par décision partagée (29-28, 29-28, 28-29).
- Welterweight:  Danien Roberts vs  Greg Soto

Roberts bat Soto par submission (kimura) à 3:45 du round 1.
- Lightweight:  Jacob Volkmann vs  Anthony McKee

Volkmann bat McKee par décision partagée (29-28, 29-28, 28-29).
- Middleweight:  Phil Baroni vs  Brad Tavares

Tavares bat Baroni par KO (strikes) à 4:20 du round 1.
- Featherweight: Josh Grispi vs  Dustin Poirier

Poirier bat Grispi par décision unanime (30-27, 30-27, 30-27).

### Programme principal
- Lightweight Championship:  Frankie Edgar(c) vs  Gray Maynard

Égalité majoritaire entre Edgar et Maynard (48-46, 46-48, 47-47).
- Lightweight: Clay Guida vs  Takanori Gomi

Guida bat Gomi par soumission (guillotine choke) à 4:27 du round 2.
- Welterweight:  Nate Diaz vs  Dong Hyun Kim

Kim bat Diaz par décision unanime (29-28, 29-28, 29-28).
- Middleweight:  Chris Leben vs  Brian Stann

Stann bat Leben par TKO (strikes) à 3:37 du round 1.
- Light Heavyweight :  Brandon Vera vs   Thiago Silva

Silva bat Vera par décision unanime (30-26, 30-27, 30-27).

## Bonus de la soirée
Les lauréats remportent la somme de 60 000 $.
- Combat de la soirée : Frankie Edgar vs. Gray Maynard
- KO de la soirée : Jeremy Stephens
- Soumission de la soirée : Clay Guida